# Иполита Мария Сфорца (1493 – 1501)
Вижте пояснителната страница за други личности с името Иполита Мария Сфорца.
Иполита Мария Сфорца (на италиански: Ippolita Maria Sforza; * 26 януари 1493, Павия, Миланско херцогство; † 13 февруари 1501, Иския, Неаполитанско кралство) е принцеса от Миланското херцогство от фамилията Сфорца. Нейната преждевременна смърт на 8-годишна възраст има косвен принос за изчезването на херцогското семейство поради липса на наследници.

## Произход
Тя е най-голямата дъщеря на Джан Галеацо Мария Сфорца (* 1469, † 1494), херцог на Милано, и на съпругата му неаполитанската принцеса Изабела Арагонска (* 1470, † 1524), дъщеря на краля на Неапол Алфонс II и Иполита Мария Сфорца. Има един брат и една сестра:
- Бона (* 1494, † 1557), кралица на Полша и велика херцогиня на Литва като съпруга на Зигмунт I Стари
- Франческо Мария (* 1491, † 1512), граф на Павия (1491 – 1499), граф на Бари (1494 – 1512) и абат на Мармутие (1505 – 1512).

Племенница е на Бианка Мария Сфорца, която през 1493 г. се омъжва за император Максимилиан I Австрийски.
Кръстена е на по-известната си баба по майчина линия Иполита Мария Сфорца, херцогиня на Калабрия и дъщеря на Франческо I Сфорца и Бианка Мария Висконти.

## Биография
Губи баща си в ранна детска възраст и е доведена в Милано от майка си заедно с брат си и сестра си.
Сгодена е за Фердинанд Арагонски, херцог на Калабрия, син на Федерико I, крал на Неапол от Арагонската династия Трастамара.
Умира през 1501 г. на 8-годишна възраст. Смята се, че останките ѝ са запазени в Неапол в сакристията на църквата „Сан Доменико Маджоре“.

## Последици от преждевременната ѝ смърт
Иполита принадлежи към едно от най-важните семейства на Италианския ренесанс – това на Сфорца.
Престижът на едно семейство, в допълнение към спечелените войни, също зависи от възможността за провеждане на добра брачна политика – инструмент, който отбягва огромните финансови и човешки загуби, които една война задължително води. Естествено, за да може да се сключи брак, от решаващо значение е да имаш потомство: повечето потомство гарантира достатъчно място в брачните маневри и съответно повече военни съюзи, повече наследства и по-голямо натрупване на богатство.
Иполита е жертва на много високата детска смъртност по онова време, която всички благороднически семейства, включително Сфорца, трябва да вземат предвид. Смъртта ѝ освен че поставя в криза бъдещето на майка ѝ Изабела и престижа на нейното семейство (голяма обида към баща ѝ Алфонсо II Неаполитански и Арагонците е, че Изабела не може да изпълни дълга си на булка, т.е. да роди възможно най-много здрави деца), също е проблематично и за Сфорца: дом с малко наследници е слаб дом, обречен на изчезване. Миланските Сфорца всъщност изчезват през 1535 г., след като братовчедите на бащата на Иполита – Масимилиано и Франческо II, синове на Лудовико „Мавъра“, умират без наследници. Това се дължи и на недостига на нови членове, което води до липса на съюзи за противодействие на безбройните врагове, стремящи се към техните владения. Следователно преждевременната смърт на Иполита играе косвена политическа роля, която със сигурност лишава Сфорца от по-нататъшен шанс за оцеляване.